# Згинальний момент

Епюри поперечних сил та згинальних моментів, а також, лінія прогинів балки на двох опорах, навантаженої зосередженою силою

Згина́льний моме́нт — момент внутрішніх сил у перерізі об'єкта відносно осі, заданої в площині перерізу.

## Основні поняття та допущення
Стрижень з прямою віссю, що працює на згин, називається балкою. Згин балки викликається зосередженими, розподіленими навантаженнями, а також зовнішніми моментами, які діють у площині, що проходить через вісь балки. Характерною ознакою деформації згину балки є зміна кривини її осі. Площина, в якій діють навантаження, називається силовою площиною.
Якщо викривлена вісь балки лежить в силовій площині, то відбувається прямий згин балки. При прямому згині скривлена вісь балки є плоскою кривою, що є геометричним місцем вертикальних переміщень точок осі балки. Ці переміщення називаються прогинами балки.
При прямому згині в поперечних перерізах балки виникають дві внутрішні сили: поперечна сила Q(x) та згинальний момент M(x), для визначення яких використовується метод перерізів. Якщо обидва зазначені силові фактори M(x) та Q(x) є відмінними від нуля, то такий згин називається поперечним. У випадку відсутності поперечних сил згин називається чистим.
Розглядаючи згин, введемо на додаток до основних гіпотез опору матеріалів ще деякі гіпотези, характерні для згину:
- будемо розглядати перерізи, що мають хоча б одну вісь симетрії, причому навантаження будемо проводити саме в площині симетрії;
- перерізи, нормальні до осі балки, залишаються плоскими в процесі деформації (гіпотеза плоских перерізів);
- сусідні волокна балки (уявимо її волокнистою структурою) не тиснуть одне на одне.

На основі методу перерізів внутрішні сили в довільному перерізі балки, яка знаходиться під дією зрівноваженої системи сил, визначаються таким чином:
- поперечна сила Q(x) чисельно дорівнює алгебраїчній сумі проєкцій на вісь y перерізу усіх зовнішніх сил, розташованих по один бік від цього перерізу. Додатними вважаються поперечні сили, які намагаються повернути розглядувану частину балки за ходом стрілки годинника;
- згинальний момент М(х) чисельно дорівнює алгебраїчній сумі моментів відносно осі z перерізу всіх зовнішніх сил, розташованих по один бік від цього перерізу. Додатними вважаються згинальні моменти від дії тих сил, що викликають розтяг нижніх волокон балки.

## Математичні залежності між силовими факторами при згині
На підставі одержаних формул (чи значень для характерних точок осі балки) для поперечних сил Q(x) та згинальних моментів М(х) будують їх епюри.
Між згинальним моментом М(х), поперечною силою Q(x) та інтенсивністю розподіленого навантаження q(x) існують такі диференціальні залежності
{\displaystyle {\frac {dM(x)}{dx}}=Q(x);{\frac {dQ(x)}{dx}}=-q(x)}

## Властивості епюр згинальних моментів
Побудову епюр поперечних сил і згинальних моментів, що проводиться з метою визначення небезпечних місць балки та обчислення в них напружень, можна проводити як якісно (наближено, коли інженеру невідомі всі параметри навантаження), так і кількісно (при повному чисельному розрахунку). Кількісно епюри будують за тими ж правилами, що й графіки будь-яких функцій. Тобто на відповідній ділянці записують функції Q(x) та M(x), підраховують їх значення у характерних точках (екстремуми, значення на границях ділянок) і будують графічні зображення у відповідних системах координат.
З приведених вище математичних залежностей випливають такі висновки:
1. На ділянках балки, де відсутнє розподілене навантаження (q=0), поперечна сила Q(x) — стала величина, а згинальний момент М(x) змінюється за лінійним законом.
2. На ділянках балки, де діє рівномірно розподілене навантаження (const = q), поперечна сила Q(x) змінюється за лінійним законом, а згинальний момент М(x) — за законом квадратної параболи, ввігнутої в сторону дії навантаження q.
3. На ділянках балки, де поперечна сила Q(x)=0, згинальний момент М(x) зростає, а при Q(x)=0 — М (x) спадає.
4. У перерізі балки, в якому поперечна сила Q(x)=0, згинальний момент М(х) набуває екстремального (максимального чи мінімального) значення.
5. На ділянці балки, на якій поперечна сила Q(x)=0, згинальний момент M(x)=M — стала величина і на цій ділянці є чистий згин.
6. У перерізі балки, в якому діє зосереджена сила, епюра Q(x) має стрибок на величину прикладеної сили, а епюра М(х) має злам в бік дії цієї сили.
7. У перерізі балки, в якому діє зосереджений момент пари сил, епюра М(х) має стрибок на величину моменту цієї пари сил.